# Trichosanthes
Trichosanthes ist eine asiatische Gattung der Kürbisgewächse (Cucurbitaceae). Die etwa 100 Arten sind von Asien über Malesien und Australien bis auf westlichen pazifischen Inseln verbreitet. Kommerziell bedeutend ist die Schlangenhaargurke.

## Beschreibung

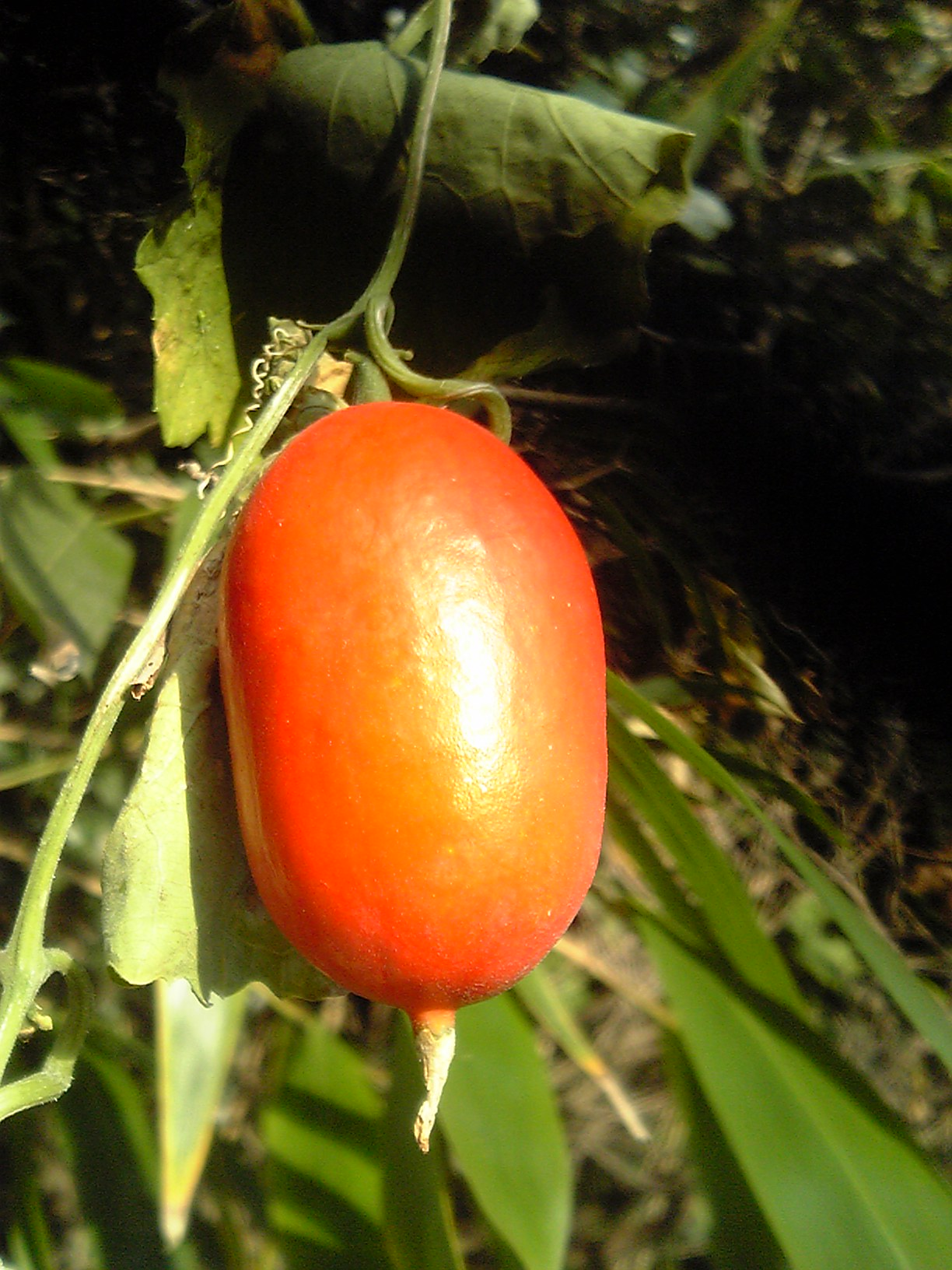
Frucht von Trichosanthes cucumerina

### Vegetative Merkmale
Trichosanthes-Arten sind kleine bis große Kletterpflanzen, vorwiegend ausdauernd, selten einjährig krautige Pflanzen. Die Ranken sind verzweigt mit 2 bis 5, selten bis 9 Ästen, nur selten sind sie einfach.
Die Laubblätter sind einfach, ganz oder gelappt oder zusammengesetzt, dann mit drei bis fünf Blattlappen. Der Blattrand ist zerstreut mit kleinen Zähnen von rund 1 Millimeter Länge besetzt. Die Blätter sind meist mit Drüsen besetzt.

### Generative Merkmale
Trichosanthes-Arten sind diözisch, seltener monözisch getrenntgeschlechtig.
Die Blüten sind immer eingeschlechtig. Die Kronblätter sind meist fein behaart weiß bis selten rosafarben oder mit roten Nerven. Der Rand der Kronblätter ist lang zerfranst und zusätzlich behaart. In den männlichen Blütenständen stehen die Blüten einzeln, meist aber gestielten rispigen Blütenständen, manchmal zusammen mit einer Einzelblüte in den Achseln der Laubblätter. Es ist ein deutlicher Blütenstiel vorhanden. Die Vorblätter sind meist vorhanden und mit oder ohne Drüsen. Die Blütenröhre ist röhrenförmig, meist an der Öffnung erweitert. An der Innenseite ist sie meist behaart. Die fünf Kelchblätter sind ganzrandig, gezähnt oder gelappt. Die Krone ist verwachsen und tief fünflappig, oder die Kronblätter sind frei. Die Staubfäden sind frei und kurz. Von den Staubbeuteln sind zwei bithekisch, eine unithekisch, alle Staubbeutel sind meist zu einem länglichen, gestutzten Synandrium verbunden. Die Fruchtknotenrudimente bzw. der Diskus sind als drei längliche Körper an der Basis der Blütenröhre sichtbar.
Die weiblichen Blüten stehen immer einzeln an den Knoten. Die Blütenhülle entspricht der bei den männlichen Blüten. Der Fruchtknoten ist kugelig bis ellipsoidisch oder langgestreckt und enthält viele Samenanlagen. Der Griffel ist schlank, die Narbe tief dreifach (bis fünffach) gelappt. Staminodien fehlen.
Die hängende Beeren sind bei einer Länge von 3 bis 15 Zentimetern, nur bei Trichosanthes cucumerina var. anguina erreichen sie Längen von bis 100 Zentimetern, eiförmig, ellipsoidisch oder kugelig, seltener zylindrisch. Sie sind. Sie sind innen fleischig-pulpös. Das Exokarp ist lederig bis holzig und rot bis grün mit helleren Streifen. Die Oberfläche ist glatt, kahl oder behaart. Das Mesokarp ist weiß bis gelblich, manchmal faserig. Die Pulpa ist grünlich-schwarz, weiß oder rötlich. Die zahlreichen Samen sitzen meist dicht gepackt und sind in ihrer Form sehr variabel: wenig bis stark flachgedrückt, oder mit zwei aufgeblasenen Seiten; meist mit Rand, der Rand ganz, ausgebissen oder gewellt, die Oberfläche nicht oder wenig skulpturiert.

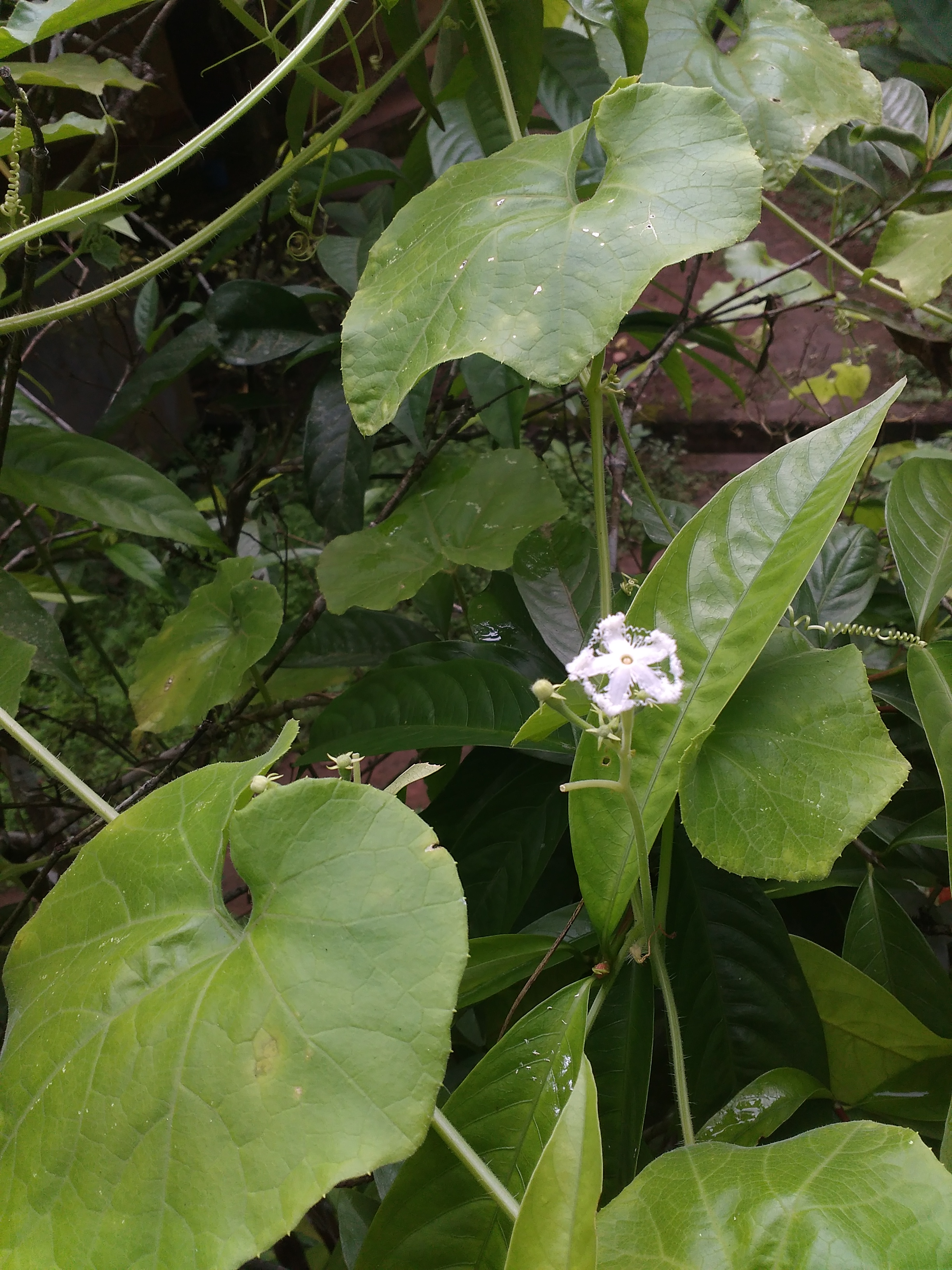
Trichosanthes dioica

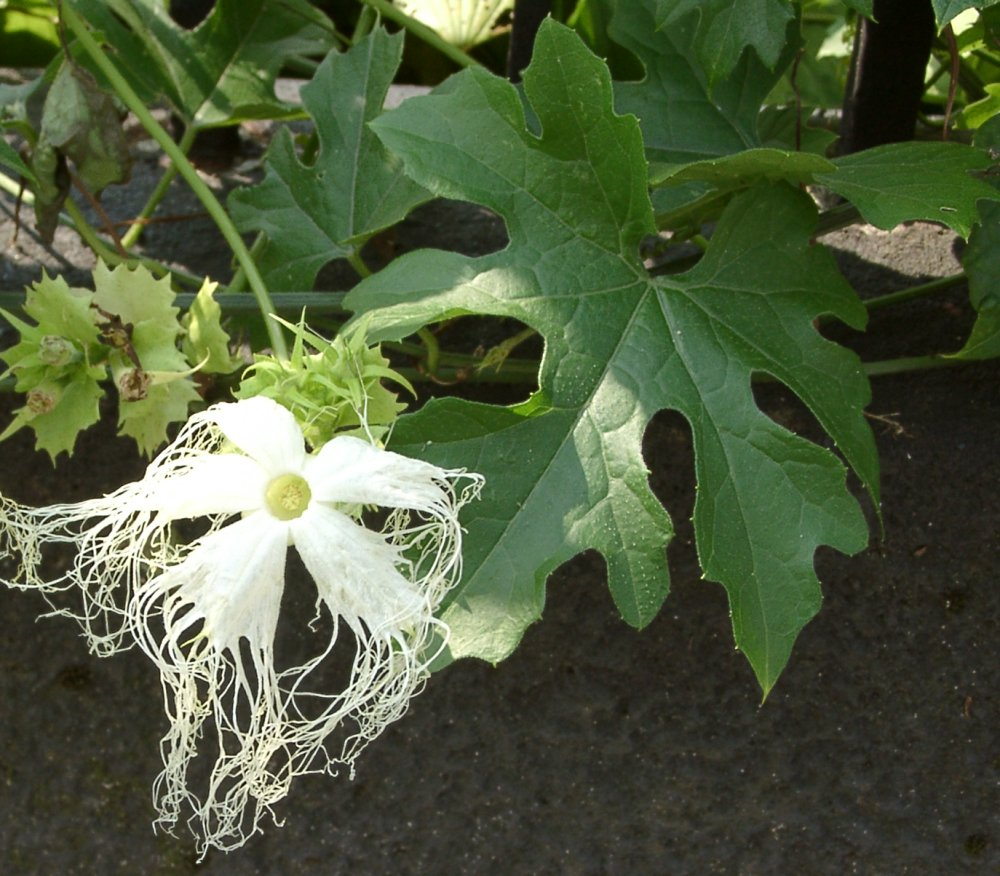
Trichosanthes kirilowii

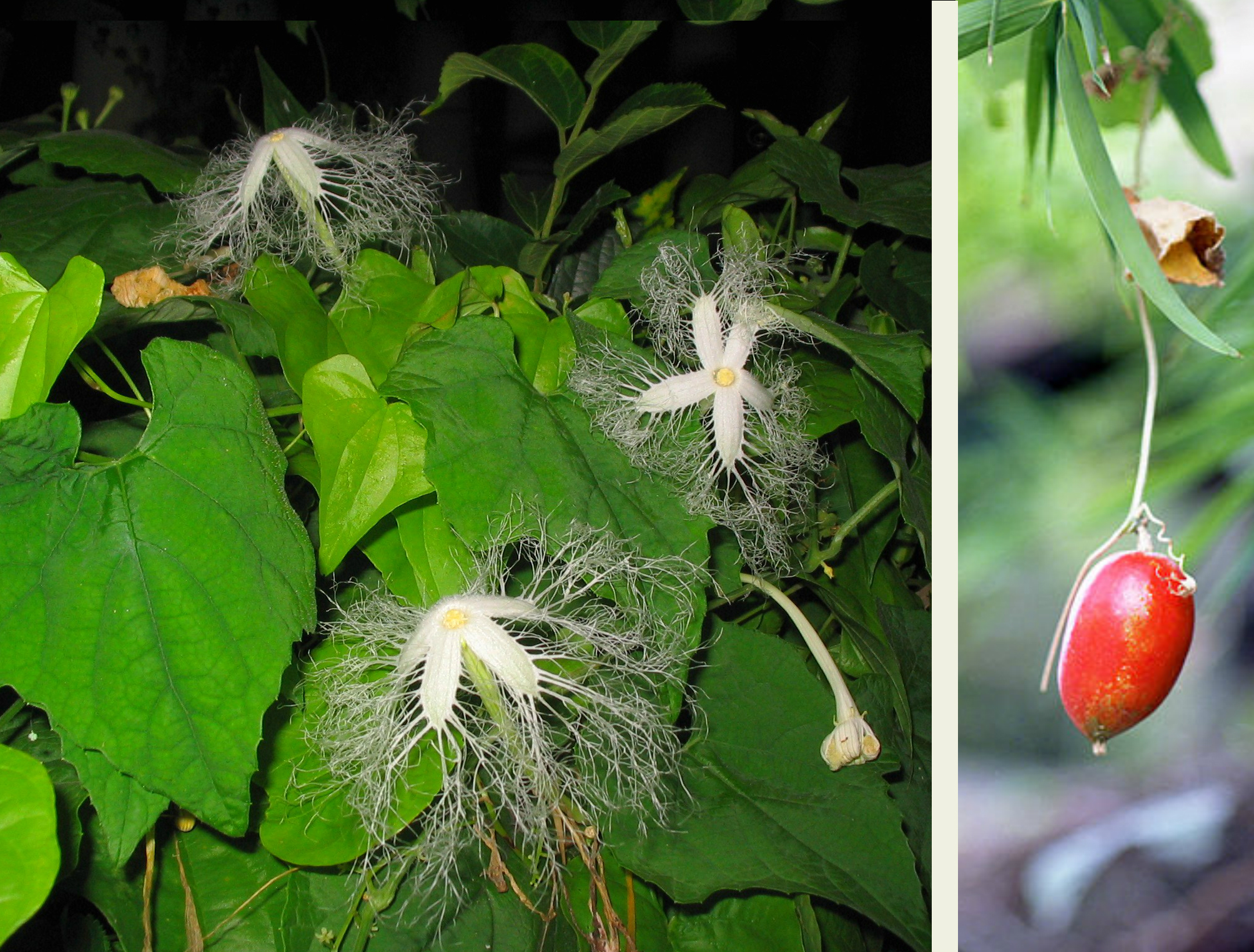
Trichosanthes ovigera

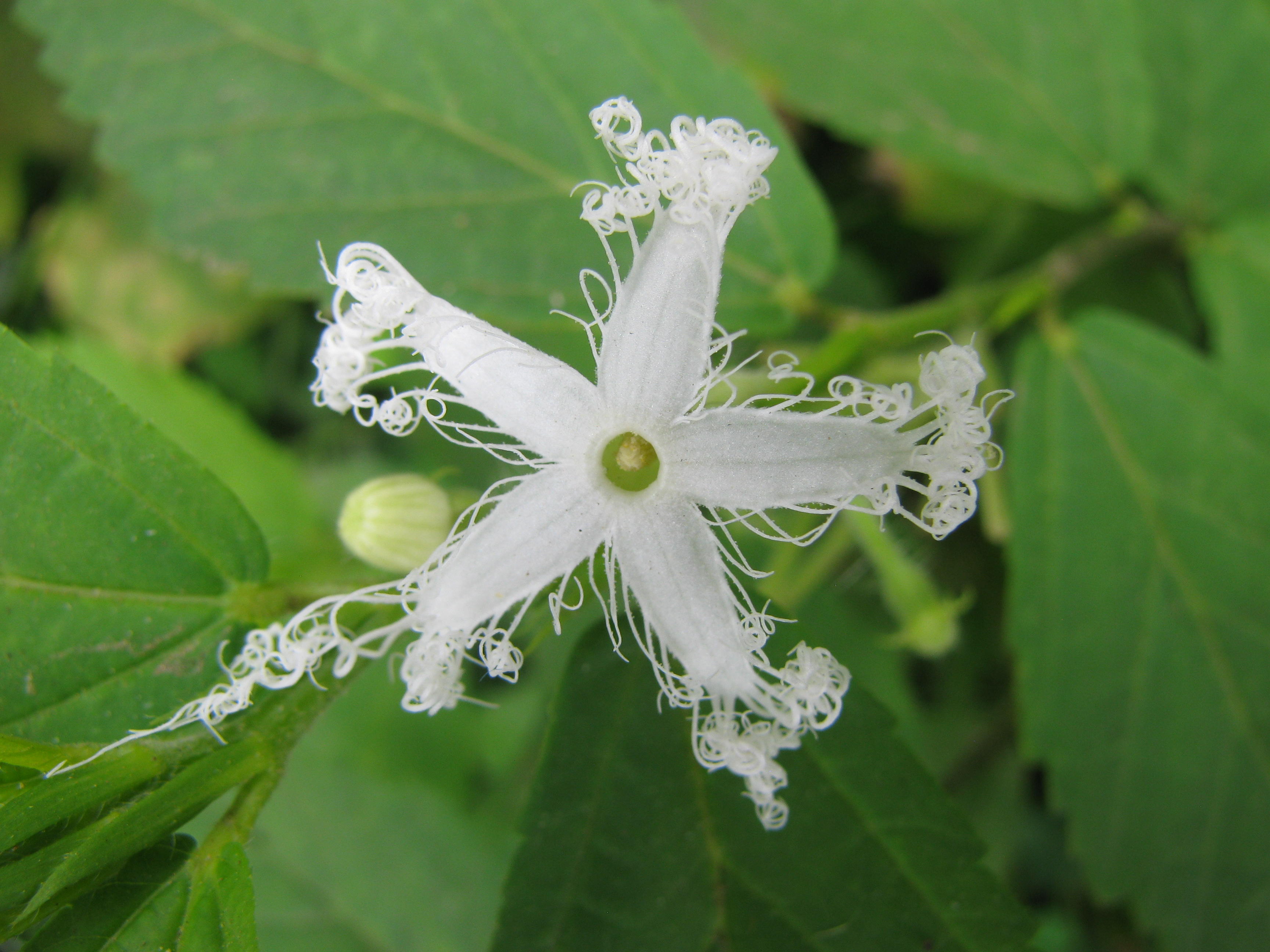
Trichosanthes tricuspidata

## Verbreitung
Die Verbreitung der Gattung Trichosanthes reicht von Süd-, Südost- und Ostasien ins tropische Australien und bis nach Fidschi.

## Systematik
Die Gattung Trichosanthes wurde 1753 durch Carl von Linné aufgestellt.
Trichosanthes bildet mit Gymnopetalum zusammen die Subtribus Trichosanthinae in der Tribus Trichosantheae der Familie Kürbisgewächse. Trichosanthes ist mit rund 100 Arten die artenreichste Gattung der Familie Cucurbitaceae.
Die in Thailand vorkommenden Arten sind:
- Trichosanthes cucumerina L.
- Trichosanthes dolichosperma Duyfjes & Pruesapan
- Trichosanthes dunniana H.Lév.
- Trichosanthes erosa Duyfjes & Pruesapan
- Trichosanthes inthanonensis Duyfjes & Pruesapan
- Trichosanthes kerrii Craib
- Trichosanthes kostermansii Duyfjes & Pruesapan
- Trichosanthes laceribractea Hayata
- Trichosanthes ovigera Blume
- Trichosanthes pallida Duyfjes & Pruesapan
- Trichosanthes phonsenae Duyfjes & Pruesapan
- Trichosanthes pubera Blume
- Trichosanthes quinquangulata A.Gray
- Trichosanthes siamensis Duyfjes & Pruesapan
- Trichosanthes tricuspidata Lour.
- Trichosanthes truncata C.B. Clarke
- Trichosanthes villosa Blume
- Trichosanthes wawrae Cogn.

## Nutzung
Neben der Schlangengurke werden etliche Arten besonders in China medizinisch genutzt. Dazu zählen:
- Trichosanthes dioica Roxb: Sie ist eine diözische Kletterpflanze mit ausdauerndem Wurzelstock. Sie wächst in Südasien wild und in Kultur. Die unreifen Früchte werden als Gemüse und zum Einlegen verwendet. Die Frucht ist glatt, länglich und 8 bis 12 Zentimeter lang. Sie wirkt diuretisch, laxativ und herzstärkend. Sie wird auch bei Bronchitis, Gallenproblemen und Fieber verwendet. In den Asienläden Europas findet man sie meist unter ihrem Hindinamen parwal oder parval (Hindi परवाल IAST parvāl). Auf Bengalisch heißt sie poṭol (পটল).[3]
- Trichosanthes bracheata (Lam.) Voigt: Sie ist eine ausdauernde diözische Kletterpflanze. Die Früchte werden gegen Asthma und Ohrenschmerzen, als Carminativum und Abführmittel verwendet. Zerrieben und mit Kokosnussöl vermischt wird sie auf Wunden aufgetragen.
- Trichosanthes cordata Roxb.: Die Wurzelknollen werden als Tonikum verwendet bei vergrößerter Milz und Leber. Ein Gemisch aus zerriebener Wurzel und Kokosnussöl wird zur Behandlung von Leprageschwüren verwendet.
- Trichosanthes nervifolia L.: Sie wird als Tonikum und Antipyretikum verwendet. Die Früchte werden auch bei Zahnschmerzen angewendet.
- Trichosanthes wallichiana Wight: Gemahlene Blätter werden äußerlich nach einer Fehlgeburt verwendet. Reife Früchte werden mit Opium gemischt als Gift verwendet.
- Trichosanthes kirilowii Maxim. (Syn.: Trichosanthes japonica Regel) und Trichosanthes rosthornii Harms (Syn.: Trichosanthes uniflora K.S.Hao) werden zur Verwendung in der traditionellen chinesischen Medizin angebaut, wo sie den Namen gualou (chinesisch: 瓜蒌; pinyin: guālóu) tragen.[4]